# 白三烯E4
白三烯E4（英語：Leukotriene E4）是一种与炎症反应有关的半胱氨酰白三烯类物质，由几种白细胞产生，包括嗜酸性粒細胞、肥大细胞、巨噬细胞和嗜碱性粒细胞，最近还发现了有血小板粘附的中性粒细胞也能产生白三烯E4。

类二十烷酸的合成（右侧为白三烯）